# The Somnambulist (film 1903)
The Somnambulist è un cortometraggio muto del 1903 diretto da Alf Collins.

## Trama
Una giovane donna, che sta dormendo nella sua stanza, si alza dal letto. Sonnambula, inizia a vagare in stato di trance: salita sul tetto, cammina sul bordo esterno fino a quando le viene a mancare il terreno, cadendo giù in un volo di una cinquantina di metri. La fanciulla viene soccorsa e portata in ospedale, ma ormai è morta.
Nella stanza, la giovane si sveglia dopo una caduta dal letto: rendendosi conto che è stato tutto un sogno, la ragazza si inginocchia, cominciando a pregare con fervore.

## Produzione
Il film fu prodotto dalla Gaumont British Picture Corporation.

## Distribuzione
Distribuito dalla Gaumont, il film - un cortometraggio della lunghezza di 56,39 metri - uscì nelle sale cinematografiche britanniche nel novembre 1903 anche con il titolo alternativo The Sleepwalker. Fu distribuito anche negli Stati Uniti, uscendo nel gennaio 1904 con il titolo The Sleep Walker's Dream.